# باشگاه کامپیوتر هوم‌برو

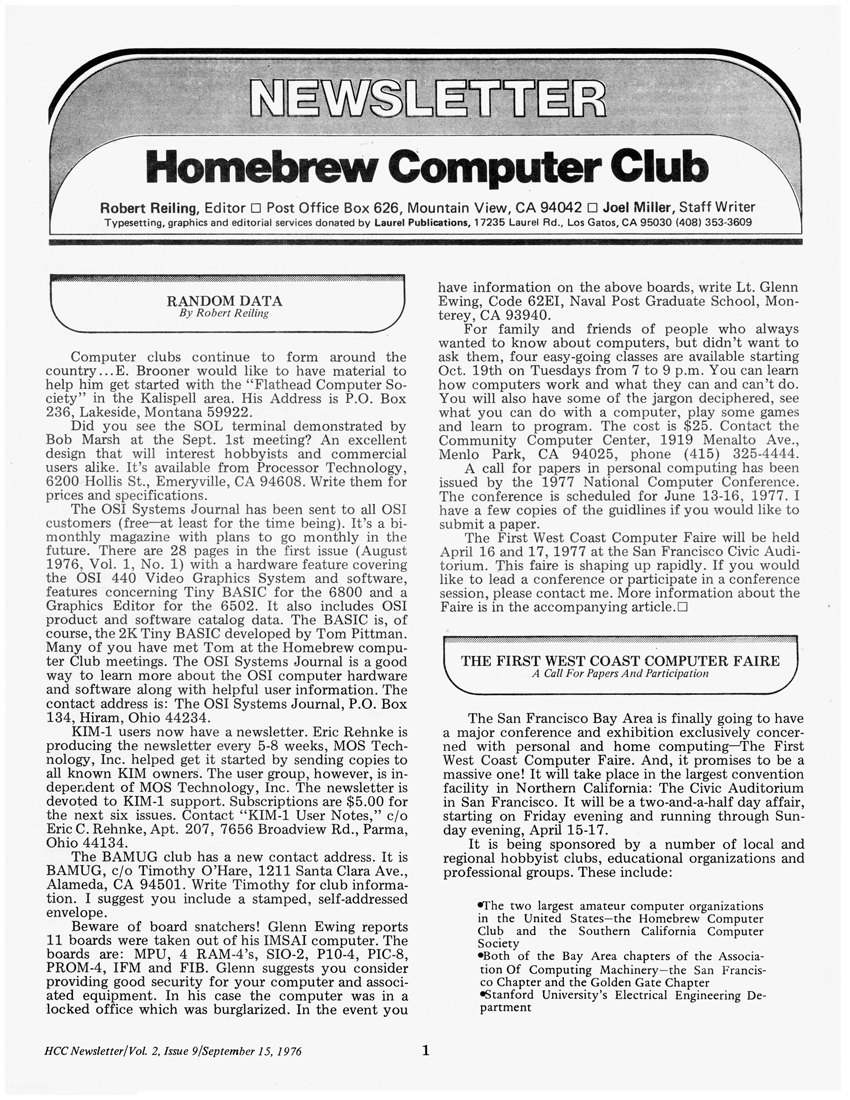
خبرنامهٔ باشگاه کامپیوتر هوم‌برو، سپتامبر ۱۹۷۶

باشگاه کامپیوتر هوم‌برو (به انگلیسی: Homebrew Computer Club) یکی از نخستین گروه‌های کاربری رایانه در درهٔ سیلیکون بود که کاربرانش از ۵ مارس ۱۹۷۵ میلادی تا دسامبر ۱۹۸۶ تحت این نام یکدیگر را ملاقات می‌کردند.
چندین هکر و کارآفرین بلند آوازه از این باشگاه ظهور کردند، از جمله بنیان‌گذاران مایکروسافت و اپل. خبرنامهٔ این باشگاه که عمر چندان زیادی نکرد، در ایجاد فرهنگ فناوری در درهٔ سیلیکون تأثیرگذار بود. تأثیر این باشگاه در فیلم غارتگران دره سیلیکون به تصویر کشیده شده است.
عبارت هوم‌برو در انگلیسی به معنای آبجوی خانگی است.